# Centre històric de Vilalba dels Arcs
El centre històric és el nucli històric de Vilalba dels Arcs (Terra Alta), protegit com a bé cultural d'interès local. La població és en un terreny amb una petita ondulació. El nucli inicial correspon a la part ocupada per l'església vella i la plaça Major on hi havia el castell (on hi ha la casa Martell), creixent en la direcció del carrer Major, artèria principal de la vila. Resten molts vestigis d'època medieval. La major part dels edificis són de pedra amb cobertes de teula de poca inclinació. Els portals adovellats són abundants, així com els arcs, principalment a les plantes baixes dels habitatges. Molts d'aquestes arcs, que formaven perxes sobre els carrers, van ser derruïts, només queden un parell al poble.
L'inici de la història de Vilalba es remunta al 1224 quan es va atorgar la carta de població a quatre pobladors. Forma part del territori de la Batllia de Miravet que Ramon Berenguer IV cedí als Templers. L'any 1359 es va incloure a la Comanda d'Ascó. A principis del segle xiv, els Templers foren substituïts pels Hospitalers en la senyoria d'aquests territoris. A finals del segle xv o principis del XVI, es va crear la Comanda de Vilalba dels Arcs. La població es va veure afectada per la Guerra dels Segadors, la de Successió i per les Guerres Carlines. L'any 1938, a Vilalba, es va estabilitzar el front republicà al lloc conegut com els Quatre Camins, on actualment s'ha erigit un monument commemoratiu.